# تپه‌حصار کوچک
تپه حصار کوچک مربوط به دوره ساسانیان - دوران‌های تاریخی پس از اسلام است و در شهرستان خدابنده، بخش مرکزی، روستای بیجقین واقع شده و این اثر در تاریخ ۱۰ خرداد ۱۳۸۲ با شمارهٔ ثبت ۸۹۳۱ به‌عنوان یکی از آثار ملی ایران به ثبت رسیده است.